# Heggadihalli, Channarayapatna
Heggadihalli là một làng thuộc tehsil Channarayapatna, huyện Hassan, bang Karnataka, Ấn Độ.